# Гараев, Сиявуш Фархад оглы
Сияву́ш Фарха́д оглы́ Гара́ев (азерб. Siyavuş Fərhad oğlu Qarayev; 30 апреля 1942, Самухский район — 1 января 2015, Баку) — советский, азербайджанский химик, доктор химических наук, профессор (1984); действительный член Национальной Академии наук Азербайджана (2007), Заслуженный деятель науки Азербайджана (2000), ректор Азербайджанской государственной нефтяной академии (1997—2015).

## Биография
Родился в семье врачей. В 1959 г. окончил среднюю школу № 24 в Гяндже; в 1964 году — химический факультет Азербайджанского государственного университета. Работал инженером во Всесоюзном научно-исследовательском институте олефинов Министерства нефтехимической промышленности СССР, затем — младшим научным сотрудником в Сумгаитском филиале Института нефтехимических процессов Академии наук Азербайджанской ССР (1966—1967).
После окончания аспирантуры (1967—1970) Азербайджанского института нефти и химии работал в этом же институте: младшим, затем старшим научным сотрудником, заведующим сектором, доцентом, заведующим кафедрой органической химии (с 1982), деканом факультета химической технологии (1988—1997), ректором (с 1997).

## Научная деятельность
Основные направления научных исследований — органический синтез, изучение строения, химических и практических полезных свойств гетерофункциональных, на базе которых созданы новые ингибиторы коррозии металлов, энергоёмкие добавки к спецтопливам, флотореагенты, лекарственные препараты, стимуляторы роста сельскохозяйственных культур. Найдены новые закономерности в каталитических превращениях замещённых алкинов, внутримолекулярных перегруппировках, открыты своеобразные новые реакции внутримолекулярной циклизации.
В 1970 году защитил кандидатскую, в 1981 году — докторскую диссертации. В 2001 году был избран членом-корреспондентом, в 2007 году — действительным членом Национальной Академии наук Азербайджана. Главный редактор журнала «Известия высших технических учебных заведений Азербайджана», член редколлегии нескольких научных журналов, общественно-политического международного журнала «Гоша улдуз» и газеты «Вышка».
Подготовил 23 кандидатов и 1 доктора наук.
Являлся членом Международной экоэнергетической академии, Нью-Йоркской академии наук; член-корреспондентом Международной инженерной академии, почётным профессором Китайского нефтяного университета.
Автор более 500 научных трудов, в том числе 5 монографий, 10 учебников и учебных пособий, более 60 патентов и 27 авторских свидетельств.

### Избранные труды
- Йодалкоксилирование циксогексена аллиловым и пропаргиловым спиртами // Журн. орг. химии. — 2001. — Т. 37, В. 4. — С. 634.
- Пропалгильные соединения в синтезе карбо-и гетероциклов // Успехи химии. — 1984. — Т. 43, В. 5. — С. 853—879.
- Химия гетероатомных пропалгильных соединений. — М.: Химия, 1993. — 150 с.

## Награды и признание
- Отличник нефтехимической и нефтеперерабатывающей промышленности СССР[источник не указан 2010 дней]
- Почётный химик СССР[источник не указан 2010 дней]
- Заслуженный деятель науки Азербайджана (2000)[2][источник не указан 2010 дней]
- орден «Шохрат» (2012)[3][источник не указан 2010 дней]
- звание «Выдающийся инженер XX века» (Международная инженерная академия)[источник не указан 2010 дней]
- золотая медаль Международной академии экоэнергетики[источник не указан 2010 дней]
- медаль им. Ю. Мамедалиева (общество «Знание», Азербайджан)[источник не указан 2010 дней]
- памятный знак Ассоциации университетов черноморских стран[источник не указан 2010 дней]
- Действительный член Международной академии наук исследований тюркского мира (МАНИТМ)[4]
- Медаль Международной Золотой Звезды (2013)[4]